# Rudi Engel
Rudi Engel (1957) is een Duitse contrabassist in de jazz.

## Biografie
Engel studeerte aan de conservatoria in Würzburg en Frankfurt am Main en volgde workshops van Ron Carter, Barre Phillips, Ron McClure en Rufus Reid.
Hij speelde in de groepen van Bernhard Pichl, Tine Schneider en Dieter Köhnlein, alsook de bigband van Russ Spiegel en het kwartet van Ernie Watts. Hooggeconcentreerd spel, intensieve muzikale communicatie en knorrige, bluesachtige soli zijn de kenmerken van zijn spel. Hij begeleidde musici als Ack van Rooyen, Jorge Rossy, Tony Lakatos, Leszek Zadlo, Benny Bailey, Bob Mintzer, Bobby Shew, Dusko Goykovich, Bob Mintzer, Javon Jackson, Wolfgang Lackerschmid, Charlie Mariano, Roman Schwaller, Karl Berger en Joan Faulkner. Hij toerde met de vibrafonist Bill Molenhof in Amerika. Hij is te horen op albums van WüTrio, Dusko Goykovich/Scott Hamilton, Sabine Kühlich/Sheila Jordan, Nicole Metzger en Annette Neuffer.
Engel is docent jazzbas aan de conservatoria van Würzburg en Neurenberg.